# Mokichi Saitō
Mokichi Saitō - en japonès: 斎藤 茂吉, Saitō Mokichi - (14 de maig de 1882-25 de febrer de 1953) va ser un poeta, membre de l'escola Araragi de tanka, i psiquiatra japonès.
Mokichi va néixer al poble de Kanakame, actualment part de la localitat Kaminoyama, a la prefectura de Yamagata, el 1882. El 1896 ell i la seva família es traslladen a Tòquio. Va estudiar a la Facultat de Medicina de la Universitat Imperial de Tòquio i, després de graduar-se el 1911, es va incorporar al personal de l'Hospital de Sugamo, on va començar els seus estudis de psiquiatria. Posteriorment va dirigir l'Hospital d'Aoyama, un centre especialitzat en psiquiatria.
Mokichi va estudiar tanka amb el poeta Itō Sachio, que havia estat deixeble de Masaoka Shiki i que era líder, després de la mort del seu mestre, de l'Associació de Tanka de Negishi, amb la qual va editar les dues revistes de la societat, Ashibi, substituïda posteriorment per Araragi, l'any 1908. L'any 1913 Mokiichi publica la seva primera col·lecció de poesia de format tanka titulada Shakkō («llum vermella»); va esdevenir una èxit immediat entre el gran públic. La primera edició recollia l'obra del poeta comprensa entre els anys 1905 i 1913 i incloïa 50 seqüències de tanka (rensaku), entre elles l'obra autobiogràfica La meva mare s'està morint (死にたまふ母, Shinitamau haha), probablement la més celebrada del llibre.
La carrera poètica de Mokichi va durar gairebé 50 anys. En el moment de la seva mort, als 70 anys, havia publicat disset col·leccions de poesia, les quals inclouen aproximadament uns 14.200 poemes. Pràcticament la totalitat de les obres recollides estaven dedicades aclaparadorament a la tanka. El 1950 va rebre el Premi Yomiuri inaugural de poesia. Va ser membre de l'Acadèmia de les Arts del Japó i el 1951 va rebre la Medalla Cultural.
Mokichi va ser el metge de família de l'escriptor Ryūnosuke Akutagawa i, sense saber-ho, podria haver tingut un paper indirecte en el suïcidi d'aquest. També va escriure assaigs filològics sobre yamato-uta de Kakinomoto no Hitomaro i de Minamoto no Sanetomo.
És fill seu el psiquiatra Shigeta Saitō, el novel·lista Morio Kita i neta seva l'assagista Yuka Saitō.